# Fritz Buddin
Fritz Buddin (* 14. November 1867 in Warlin; † 13. November 1946 in Schönberg (Mecklenburg)) war ein deutscher Pädagoge, Organist, Museumsleiter und Heimatforscher.

## Leben
Von 1885 bis 1888 besuchte er das großherzogliche Lehrerseminar von Mecklenburg-Strelitz in Mirow. Bis 1892 war er Hilfslehrer in Carlow und bekam dann eine feste Anstellung in Mirow. Er unterrichtete Erdkunde, Naturlehre und Geschichte. 1896 wechselte er an die Bürgerschule in Schönberg, wo er bis zu seiner Pensionierung 1933 blieb. Daneben unterrichtete er auch an der Gewerbeschule Schönberg. Wie viele Lehrer seiner Zeit war er gleichzeitig Organist und Kirchenmusiker an St. Laurentius (Schönberg). Von 1919 bis 1944 war er Leiter des Gesangvereins Teutonia.
1903 trat er dem 1901 gegründeten Heimatbund für das Fürstentum Ratzeburg bei und wurde schnell dessen bestimmende Persönlichkeit. 1904 wurde er zum Schriftführer und Verwalter der Sammlung des Heimatbundes gewählt. In Zusammenarbeit mit Richard Wossidlo baute er eine umfassende Sammlung der besonderen Volkskunde und Kultur des Ratzeburger Landes auf. 1925 wurde er auch Mitglied im Mecklenburg-Strelitzer Verein für Geschichte und Heimatkunde.
Seit 1931 diente das Gebäude An der Kirche 8/9, seit 1747 zunächst Standort der Küsterschule, von 1846 bis 1929 Mädchenschule, als Heimatmuseum und später Volkskundemuseum in Schönberg. Bis zu seinem Tod leitete Buddin das Museum und rettete die Sammlung durch den Zweiten Weltkrieg und die unmittelbare Nachkriegszeit mit der Einquartierung von Flüchtlingen.
Buddin war Herausgeber der Mitteilungen des Altertumsvereins für das Fürstentum Ratzeburg (1919–1944) und publizierte zahlreiche Aufsätze (die Landesbibliographie Mecklenburg-Vorpommern verzeichnet 356) zur mecklenburgischen Volkskunde und zur Stadt Schönberg, vor allem in den Mecklenburgischen Monatsheften.
An ihn erinnert die Straße Fritz-Buddin-Ring in Schönberg.